# Hanna Mierzejewska

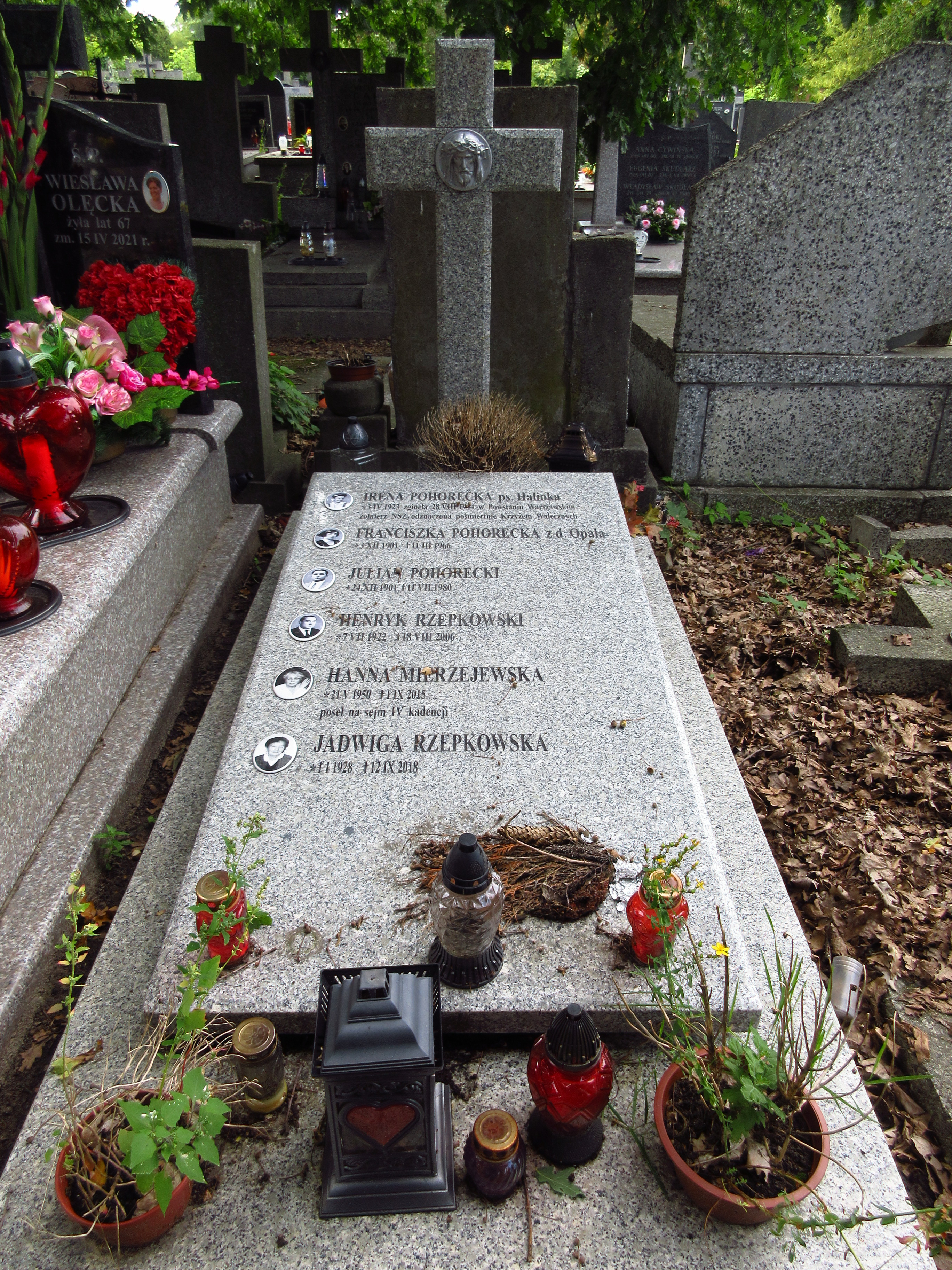
Grób Hanny Mierzejewskiej na Cmentarzu Bródnowskim

Hanna Elżbieta Mierzejewska (ur. 21 maja 1950 w Warszawie, zm. 1 września 2015 w Brzezinach) – polska polityk i dziennikarka, posłanka na Sejm IV kadencji.

## Życiorys
Ukończyła studia na Wydziale Filologicznym Uniwersytetu Warszawskiego. Pracowała jako korektor w Krajowym Wydawnictwie Czasopism i redaktor w Młodzieżowej Agencji Wydawniczej. Później prowadziła własną działalność gospodarczą, była zatrudniona jako nauczycielka oraz w prywatnych wydawnictwach. Publikowała także w prasie katolickiej.
Działała w Lidze Republikańskiej. W wyborach parlamentarnych w 2001 z listy Prawa i Sprawiedliwości (z rekomendacji Przymierza Prawicy) została posłem IV kadencji z okręgu warszawskiego. W Sejmie pracowała w Komisji Edukacji, Nauki i Młodzieży oraz w Komisji Regulaminowej i Spraw Poselskich. W 2002 wraz z PP przystąpiła do PiS. W wyborach parlamentarnych w 2005 nie została ponownie wybrana. Kandydowała też do Sejmu bez powodzenia w 2011, a w 2014 do Sejmiku Województwa Mazowieckiego.
Została pochowana na Cmentarzu Bródnowskim w Warszawie (kwatera 52I/I/21).